# Frilo
Frilo ist ein Marke von Berechnungsprogrammen für Baustatik und Tragwerksplanung. Anfang 2024 wurde Frilo Teil der Allplan GmbH.
Die Software ist nach eigenen Angaben bei rund 5.500 Kunden und 48.000 aktiven Nutzern im Einsatz. 2020 erwirtschaftete das Unternehmen einen Umsatz von 7,8 Millionen Euro.

## Firmengeschichte
Jens Friedrich und Norbert Lochner gründen 1978 das gleichnamige Unternehmen „Friedrich + Lochner“ (GbR). Im Hausgebrauch und auch bei den Kunden entwickelt sich schnell der Name „Frilo“, der später auch Teil des Unternehmensnamens wird. 
Neben dem Hauptsitz in Feuerbach (Stuttgart) wird Anfang der 90er Jahre die Niederlassung in Dresden gegründet, in der hauptsächlich Entwickler tätig sind. 1997 wird die Firma zur „Friedrich + Lochner GmbH“ umfirmiert. Kurze Zeit später zieht sich Norbert Lochner aus dem operativen Geschäft zurück.
Jens Friedrich führt das Unternehmen weiter. Aufgrund fehlender Nachfolge geht Frilo 1999 in die Nemetschek SE über.  Anfang 2024 wurde Frilo Teil der Allplan GmbH.

## Produktgeschichte
Die Software umfasst mehr als 100 Einzellösungen aus den vier Kernbereichen Massivbau, Dach & Holz, Grundbau & Fundamente sowie Stahlbau. Zu den wichtigsten Programmen gehören heute der Durchlaufträger DLT, das Gebäudemodell GEO sowie das 2D/3D Stabwerk RSX. Derzeit arbeitet das Unternehmen nach eigenen Angaben verstärkt an einer ausgereiften BIM-Lösung, die den Abstimmungsprozess aller am Bauprozess Beteiligten effizient gestalten soll. Im letzten Release (R-2021-1) wurden bereits der Frilo BIM-Connector und erste Einsatzmöglichkeiten des neuen Produktes präsentiert. Der BIM-Connector erlaubt es aktuell, CAD-Modelle in Form von IFC- und SAF-Dateien einzulesen und dann an das Frilo-Programm Platten mit finiten Elementen PLT und das Stützenprogramm B5+ weiterzugeben. Die Anbindung zu weiteren Frilo-Programmen wird in den kommenden Versionen angestrebt.
Bei der Bezeichnung seiner Programme folgt das Unternehmen einem einheitlichen Schema. Abgesehen von ein paar Ausnahmen beginnen die Kürzel der Programme aus einer Materialgruppe jeweils mit dem gleichen Buchstaben. Holz-Lösungen beginnen mit H, Dach-Lösungen mit D, Stahl-Lösungen mit S usw.
Seit 2011 notiert und veröffentlicht das Unternehmen die wichtigsten Neuerungen in seinen Lösungen. Bis 2015 wurde mehrmals im Jahr eine neue Software-Version veröffentlicht, seither gibt es zwei Mal im Jahr ein neues Release mit umfangreicheren Neuerungen. 
Seit 2012 arbeitet das Unternehmen kontinuierlich an der Überarbeitung seiner Programm-Oberflächen hin zur optisch ansprechenderen und intuitiv bedienbareren Plus-Version.